# Etiserica simplex
Etiserica simplex är en skalbaggsart som beskrevs av Louis Albert Péringuey 1904. Etiserica simplex ingår i släktet Etiserica och familjen Melolonthidae. Inga underarter finns listade i Catalogue of Life.